# Homenetmen Beirut
Homenetmen Beirut ist ein Fußballverein aus Beirut im Libanon. Der Verein spielt in der zweiten libanesischen Liga. Seine Heimspiele trägt der Verein im Bourj Hammoud Stadion aus.
Gegründet wurde der Verein mit armenischen Wurzeln im Jahre 1924 und ist einer der ältesten des Landes. Mit sieben Meisterschaften ist Homenetmen einer der erfolgreichsten Klubs des Landes. Die letzte Meisterschaft liegt bereits 40 Jahre zurück. 2003/04 stieg der Verein in die 2. Liga ab und hatte seitdem auch keine Chance auf einen Wiederaufstieg.

## Vereinserfolge

### National
- Libanesische Premier League

Meister 1944, 1946, 1948, 1951, 1955, 1963, 1969
- Libanesischer FA Cup

Gewinner 1943, 1948, 1962

### Kontinental
- AFC Champions League

3. Platz 1970